# Laurence Fox
Laurence Paul Fox (* 26. Mai 1978 in Yorkshire, England) ist ein britischer Film- und Theaterschauspieler und Sänger.

## Leben

### Kindheit, Jugend und Bildung
Laurence Paul Fox wurde 1978 als drittes von fünf Kindern des Schauspielers James Fox und dessen Frau Mary Elizabeth Piper in Yorkshire geboren. Sein Urgroßvater war der Dramatiker Frederick Lonsdale. Im Alter von 13 Jahren kam Laurence Fox auf die Harrow School in London. Er rauchte, war in Schlägereien verwickelt und ging öfter wegen Mädchen in die Stadt. Aus diesen und weiteren Gründen wurde er kurz vor seinem A-Level der Schule verwiesen. Er ging zurück und holte seine Prüfungen nach. Laut eigenen Aussagen habe Harrow ihn zu einem Schnösel gemacht.
Nachdem er zwei Jahre lang als Gärtner gearbeitet hatte, ging er auf die Royal Academy of Dramatic Art (RADA). Während seiner Studienzeit trat er mehrmals im Theater auf, zum Beispiel als Stephen Dedalus in einer Adaption von James Joyce’ Ulysses.
Seinen ersten Filmauftritt hatte er 2001 in The Hole neben Keira Knightley.

### Karriere
Am 1. Juli 2001 schloss Fox sein Studium an der RADA ab. Nach The Hole hatte er einen Auftritt im oscarprämierten Film Gosford Park. Unter anderem trat er auch in Island at War und The Last Mission – Das Himmelfahrtskommando auf und später in Deathwatch, Ultimate Force und Colditz – Flucht in die Freiheit. In Letzterem spielt Fox Capt. Tom Willis, einen Kriegsgefangenen im Oflag IV-C-Camp auf Schloss Colditz.
In diesem Film entdeckte ihn Kevin Whately, woraufhin Fox als Sergeant Hathaway neben Whately in der Titelrolle in der Krimi-Reihe Lewis – Der Oxford Krimi zu sehen war. Diese lief seit 2006 in Großbritannien und in Deutschland seit 2009 und wurde Ende 2015 nach dem Ausscheiden von Kevin Whately eingestellt.
In Charles und Camilla – Liebe im Schatten der Krone spielte Fox 2005 Prinz Charles, 2007 in Elizabeth – Das goldene Königreich den Lordkanzler Hatton. Außerdem war er im selben Jahr als Cecil Vyse in einer Fernsehadaption des Romans Zimmer mit Aussicht zu sehen. Bei dem James-Bond-Film Stirb an einem anderen Tag verlor er die Rolle des Schurken Gustav Graves an Toby Stephens.
Am Theater spielte er unter anderem in Frau Warrens Gewerbe von George Bernard Shaw am Novello Theatre in London und anderen Stücken. 2006 und 2007 spielte er mit seiner zukünftigen Frau Billie Piper in Treats von Christopher Hampton.
2021 kandidierte er für das Amt des Bürgermeisters von London, in welcher er 47.634 Stimmen erhielt und somit in der ersten Runde mit 1,8 % der Stimmen ausschied.

### Persönliches
Laurence Fox ist Mitglied einer der prominentesten Schauspielerfamilien des Vereinigten Königreichs. Sein Vater ist James Fox, seine Onkel sind Edward Fox und Robert Fox, seine Tante ist Joanna David, seine Cousine Emilia Fox, sein Cousin Freddie Fox. Von 2007 bis 2016 war er mit Billie Piper verheiratet; die Hochzeit fand in Eastbourne, East Sussex statt. Das Paar hat zwei Söhne (* 2008 und * 2012). Am 23. März 2013 gab Piper ihre Trennung bekannt und am 12. Mai 2016 folgte die Scheidung.
Im April 2007 schlug Laurence Fox einen Paparazzo zusammen und wurde wegen Körperverletzung verhaftet, später aber gegen eine Kaution wieder freigelassen.

## Filmografie (Auswahl)
- 2001: The Hole
- 2001: Gosford Park
- 2002: Deathwatch
- 2003: Al sur de Granada
- 2003: Foyle’s War

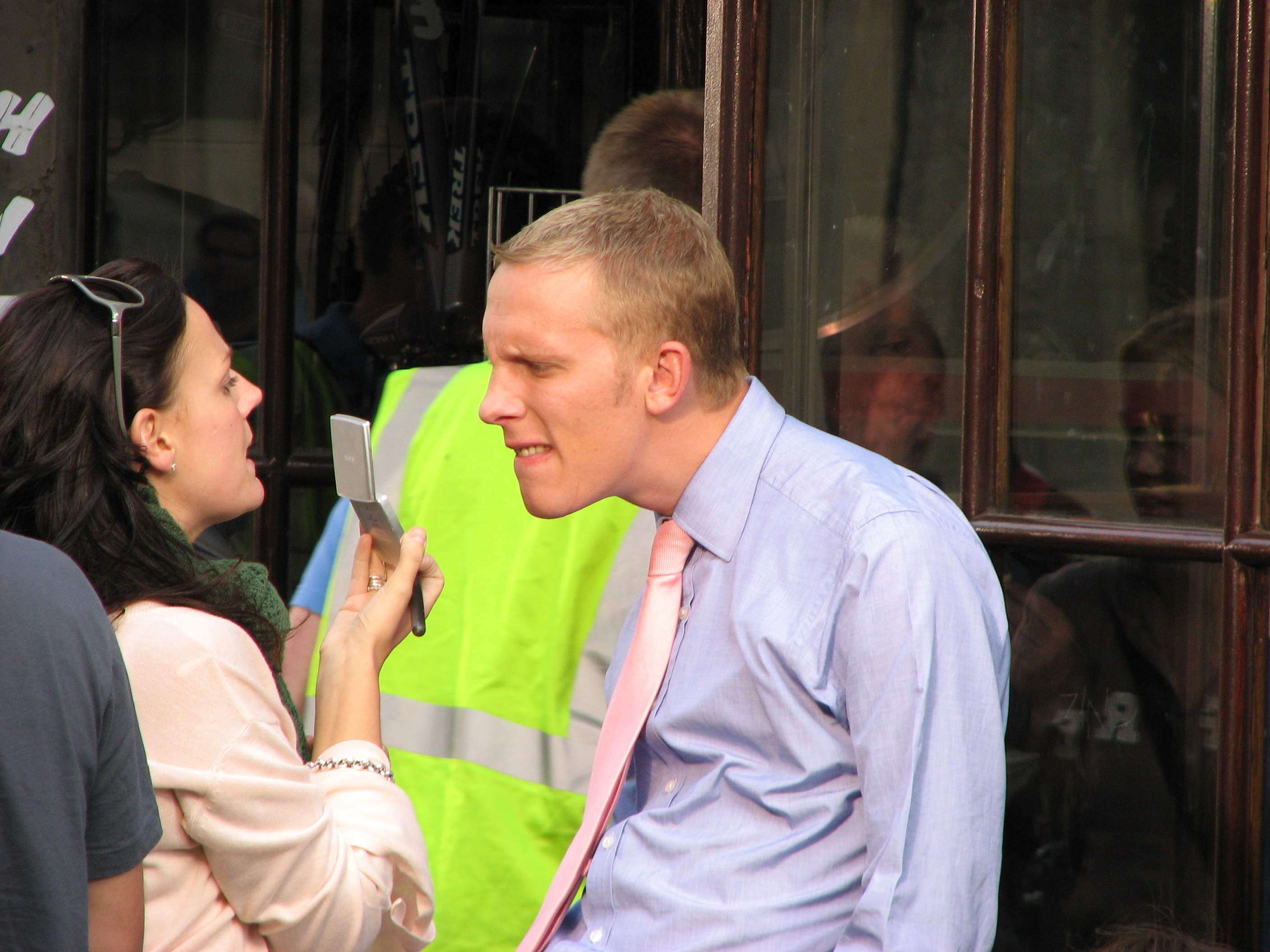
Fox bei den Dreharbeiten zu Lewis in Oxford, 2006

- 2004: Island at War (Fernsehserie)
- 2005: Charles und Camilla – Liebe im Schatten der Krone (Whatever Love Means)
- 2005: Colditz – Flucht in die Freiheit (Colditz)
- 2006: The Last Mission – Das Himmelfahrtskommando (The Last Drop)
- 2006: Agatha Christie’s Marple – Das Geheimnis von Sittaford (The Sittaford Mystery, Fernsehreihe)
- 2006–2015: Lewis – Der Oxford Krimi (Lewis, Fernsehserie)
- 2007: Elizabeth – Das goldene Königreich (Elizabeth: The Golden Age)
- 2007: Geliebte Jane (Becoming Jane)
- 2011: W.E.
- 2016–2019: Victoria (Fernsehserie, 8 Folgen)
- 2019: Born a King
- 2020: White Lines (Fernsehserie)
- 2022: My Son Hunter

## Diskografie
Alben
- 2013: Sorry for My Words
- 2016: Holding Patterns
- 2019: A Grief Observed

Singles
- 2012: Gunfight
- 2013: So Be Damned